# Вакканай (станция)
Станция Вакканай (яп. 稚内駅 вакканай эки) — железнодорожная станция в японском городе Вакканай, обслуживаемая компанией JR Hokkaido. Это северная конечная линия Соя магистрали, а также самая северная железнодорожная станция в Японии.

## История
Станция открылась 26 декабря 1928 года, первоначально названная станция Вакканай-Минато. Он был переименован в Вакканай 1 февраля 1939 года, в то время как первоначальный станция Вакканай был переименован в станцию Минами-Вакканай. С приватизацией JNR она перешла под контроль JR Hokkaido.

## Линии
- JR Hokkaido
  - Главная линия Соя